# Cucumaria pusilla
Cucumaria pusilla is een zeekomkommer uit de familie Cucumariidae.
De wetenschappelijke naam van de soort werd in 1886 gepubliceerd door Hubert Ludwig.